# Hampus Wanne
Olof Hampus Wanne (* 10. prosince 1993 Göteborg) je švédský házenkář. Je vysoký 185 cm, hraje na levém křídle a nosí číslo dresu 15. Je odchovancem göteborského klubu Önnereds HK. Od roku 2025 působí v dánské Herreligaen jako hráč HØJ Elite.
Za švédskou házenkářskou reprezentaci hraje od roku 2017. Na mistrovství světa v házené mužů 2021 získal stříbrnou medaili a byl vyhlášen nejlepším levým křídlem šampionátu. Na světovém šampionátu v roce 2019 byl pátý a v roce 2023 čtvrtý. Z mistrovství Evropy v házené mužů získal zlato v roce 2022, stříbro v roce 2018 a bronz v roce 2024. Startoval na olympiádách 2020 a 2024, v obou případech byli Švédové vyřazeni ve čtvrtfinále.
Dvakrát v kariéře vyhrál Ligu mistrů EHF – v roce 2014 s SG Flensburg-Handewitt a v roce 2024 s Barcelonou. Byl zařazen do all-star týmu Ligy mistrů v sezóně 2021/22. Stal se mistrem německé ligy v letech 2018 a 2019 a španělské ligy v letech 2023 a 2024. V roce 2015 získal s Flensburgem DHB-Pokal. Byl zvolen nejlepším švédským házenkářem sezóny 2020/21.
Jeho manželkou je házenkářka Daniela Gustinová.